# Frans van Kalken
Frans van Kalken (1881-1961) est un historien belge.
Professeur à l’université libre de Bruxelles, il s’est principalement intéressé à l’histoire de la Belgique contemporaine.

## Publications
- La Fin du régime espagnol aux Pays-Bas, 1907
- Histoire du Royaume des Pays-Bas et de la Révolution de 1830, 1910
- Madame de Bellem, la « Pompadour des Pays-Bas », 1923
- La Belgique. Récits du passé, 1925
- « Compte-rendu sur les Mémoires du comte Charles  Woeste » (corrigées et publiées par le baron Henri de Trannoy), Revue belge de philologie et d'histoire, 1928, pp. 1172-1173
- La Belgique contemporaine (1780-1930). Histoire d’une évolution politique, 1930
- Commotions populaires en Belgique, 1834-1902, 1936
- Entre deux guerres – Esquisse de la vie politique en Belgique de 1918 à 1940, 1944
- Marnix de Sainte Aldegonde, 1540-1598. Le politique et le pamphlétaire, 1952

## Hommage
L'avenue Frans Van Kalken, dans la commune d'Anderlecht, a été nommée en sa mémoire.